# Leszek Engelking
Leszek Maria Engelking (Chorzów, Šleska, Poljska, 2. veljače 1955. - 22.10.2022), poljski pjesnik, prozaist, esejist, književni kritičar, povjesničar književnosti i prevoditelj.

## Djela

### Poezija
- Autobus do hotelu Cytera, 1979.
- Haiku własne i cudze, 199.1
- Mistrzyni kaligrafii i inne wiersze, 1994.
- Dom piąty, 1997.
- I inne wiersze, 2000.
- Muzeum dzieciństwa, 2011.
- Komu kibicują umarli?, 2013.
- Suplement, 2016.

### Proza
- Szczęście i inne prozy, 2007.

### Antologije
- Wyspy na jeziorze, 1988.
- Oleg Pastier, Karol Chmel, Ivan Kolenič, Oko za ząb. Trzej współcześni poeci słowaccy, 2006.
- Maść przeciw poezji. Przekłady z poezji czeskiej, 2008.

### Eseji i kritike
- Vladimir Nabokov, 1989.
- Vladimir Nabokov. Podivuhodný podvodník, 1997.
- Surrealizm, underground, postmodernizm. Szkice o literaturze czeskiej, 2001.
- Codzienność i mit. Poetyka, programy i historia Grupy 42 w kontekstach dwudziestowiecznej awangardy i postawangardy, 2005.
- Chwyt metafizyczny. Vladimir Nabokov - estetyka z sankcją wyższej rzeczywistości, 2011.
- Nowe mity. Twórczość Jachyma Topola, 2016.
- Bytom w literaturze: dzieła, miejsce, zakorzenienie, tożsamość, mit, 2018.
- Szwejkowie i Don Kichoci, 2019.

## Nagrade
- Nagrada časopisa Literatura na Świecie, 1989., 2003., 2009.
- Nagrada Premia Bohemica (Češka), 2003.
- Nagrada poljskog PEN-kluba, 2010.